# Anisete
Anisete, aniseta (ê) (do francês anisette) ou licor de anis é uma bebida alcoólica à base de anis. Muito popular na Europa, principalmente na França, alguns o usam diretamente na xícara para adoçar o café expresso. Não é conveniente usá-lo para adoçar o leite, pois seu efeito fermentativo acabaria por transformar o leite em coalho. É bem digestivo, podendo ser tomado após as refeições.

## História
Segundo historiadores, sua origem remonta à época em que os povos eslavos usavam o anis para adoçar determinados tipos de bebidas. Da sua infusão em álcool e açúcar, originou-se o licor de anis. 

## Formas de servir
Pode ser servido puro numa taça de licor; num copo com gelo (a bebida fica, então, leitosa); ou num copo de licor com um grão de café. Esta última maneira de servir chama-se "com la mosca". 